# Premćani
Premćani (en serbe cyrillique : Премћани) est un village du nord du Monténégro, dans la municipalité de Pljevlja.

## Démographie

### Évolution historique de la population
| 1948 | 1953 | 1961 | 1971 | 1981 | 1991 | 2003 |
| ---- | ---- | ---- | ---- | ---- | ---- | ---- |
| 453  | 387  | 350  | 240  | 158  | 89   | 73   |